# Neper (Hilfsmaßeinheit)
Das Neper (Einheitenzeichen Np) ist eine nach dem Schotten John Napier (1550–1617, latinisiert: Neper) benannte Hilfsmaßeinheit zur Kennzeichnung von Pegeln und Maßen (zur Bedeutung beider Begriffe siehe Logarithmische Größe). Angewendet wird es unter anderem in der Elektrotechnik und Akustik.

## Definition, Umrechnungen
Das Neper dient zur Kennzeichnung des natürlichen Logarithmus des Verhältnisses zweier Leistungswurzelgrößen (frühere Bezeichnung „Feldgrößen“). Mit dem mathematischen Zeichen {\displaystyle \ln } und den reellen Größen {\displaystyle F_{1}} und {\displaystyle F_{2}} schreibt man:
{\displaystyle L=\ln {\frac {F_{1}}{F_{2}}}\,\mathrm {Np} }
Es gilt:
{\displaystyle L=1\,\mathrm {Np} \quad {\text{wenn}}\quad {\frac {F_{1}}{F_{2}}}=\mathrm {e} \quad }(= Basis des natürlichen Logarithmus)
Das Neper wird vom BIPM zur Verwendung mit dem internationalen Einheitensystem (SI) und von der Internationalen Fernmeldeunion als mit dem SI kohärente Einheit angesehen (im Gegensatz zum Bel). Wenn die logarithmischen Größen durch Übereinkunft unter Verwendung des natürlichen Logarithmus definiert werden, „wird das Neper die kohärente Einheit, die durch eins, Einheitenzeichen 1, ersetzt werden kann“ ( in Kap. 4.1 und  in Kap. 0.5):
{\displaystyle 1\;\mathrm {Np} =1}
Die Einheit Neper ist kohärent mit dem SI, aber bis jetzt noch nicht vom CGPM als eine SI-Einheit akzeptiert.
Eine Angabe in Neper lässt sich aufgrund der Beziehung
{\displaystyle \ln {\frac {F_{1}}{F_{2}}}\,\mathrm {Np} =20\;\lg {\frac {F_{1}}{F_{2}}}\,\mathrm {dB} }
in eine Angabe in Dezibel (dB) umrechnen:
{\displaystyle {\begin{aligned}1\,\mathrm {Np} &={\frac {20}{\ln 10}}\,\mathrm {dB} \approx 8{,}686\,\mathrm {dB} \\\Leftrightarrow 1\,\mathrm {dB} &={\frac {\ln 10}{20}}\,\mathrm {Np} \approx 0{,}1151\,\mathrm {Np} \end{aligned}}}

## Anwendung
Bei komplexen Leistungswurzelgrößen (Feldgrößen), beispielsweise {\displaystyle {\underline {F}}_{1}=|{\underline {F}}_{1}|\cdot \mathrm {e} ^{\mathrm {j} \varphi _{1}}}, lässt sich mit dem natürlichen Logarithmus auch das Verhältnis dieser komplexen Größen elegant behandeln und so z. B. ein komplexer Dämpfungsfaktor in Dämpfungsmaß (in Neper) und Phasenverschiebungswinkel (in Radiant) trennen:
{\displaystyle \ln {\frac {{\underline {F}}_{1}}{{\underline {F}}_{2}}}=\ln \left|{\frac {{\underline {F}}_{1}}{{\underline {F}}_{2}}}\right|+\mathrm {j} (\varphi _{1}-\varphi _{2})}
Eine solche Rechnung ist mit dem Dezibel nicht möglich, ohne Faktoren mit aufzunehmen. Da das Neper als eine Einheit Eins ebenso wie der Radiant den Wert 1 hat, können die Einheiten in Berechnungen weggelassen werden.
In der Praxis wird das Neper u. a. aus historischen Gründen eher für Verhältnisse von Leistungswurzelgrößen als für Verhältnisse von Leistungsgrößen verwendet. Bei der Anwendung auf Leistungsgrößen {\displaystyle P}, die dem Quadrat der Leistungswurzelgrößen proportional sind, also bei
{\displaystyle {\frac {P_{1}}{P_{2}}}=\left({\frac {F_{1}}{F_{2}}}\right)^{2}}
gilt:
{\displaystyle L=\ln {\frac {F_{1}}{F_{2}}}=\ln {\sqrt {\frac {F_{1}^{2}}{F_{2}^{2}}}}={\frac {1}{2}}\ln {\frac {P_{1}}{P_{2}}}}

## Geschichte
Das Neper erhielt diesen Namen 1928 durch eine Empfehlung des Comité Consultatif International Téléphonique (C.C.I.F.), zusammen mit dem äquivalenten Hilfsmaß Bel. Zuvor wurde Neper in Teilen Europas als {\displaystyle \beta l} bezeichnet.
Seit den 1970er-Jahren wird das Neper für Spannungs- und Leistungspegel, z. B. in der Nachrichtentechnik, immer seltener angewandt. Vorwiegend verwendet wird die gleichwertige Hilfsmaßeinheit Dezibel (dB), welche auf dem Bel basiert und in verschiedenen Bezügen Anwendung findet. (dB, dBu, dBV, dBm, dBW).